# 1632

## مواليد
- أنطوني فان ليفينهوك
- كريستوفر ورن
- يوهانس فيرمير
- جون باتيست لولي مؤلف موسيقي فرنسي. (توفي 1687 م).
- 24 نوفمبر - باروخ سبنوزا الفيلسوف الهولندي.
- جون لوك - مفكر إنجليزي توفي 1704

## وفيات
- إبراهيم اللقاني
- غوستاف الثاني أدولف
- فريدريش الخامس ناخب بالاتينات
- يان بورسيليس
- يوهان تسركليه، كونت تيلي